# Simulium jobbinsi
Simulium jobbinsi es una especie de insecto del género Simulium, familia Simuliidae, orden Diptera.
Fue descrita científicamente por Vargas & Palacios, 1946.